# Grua portacontenidors

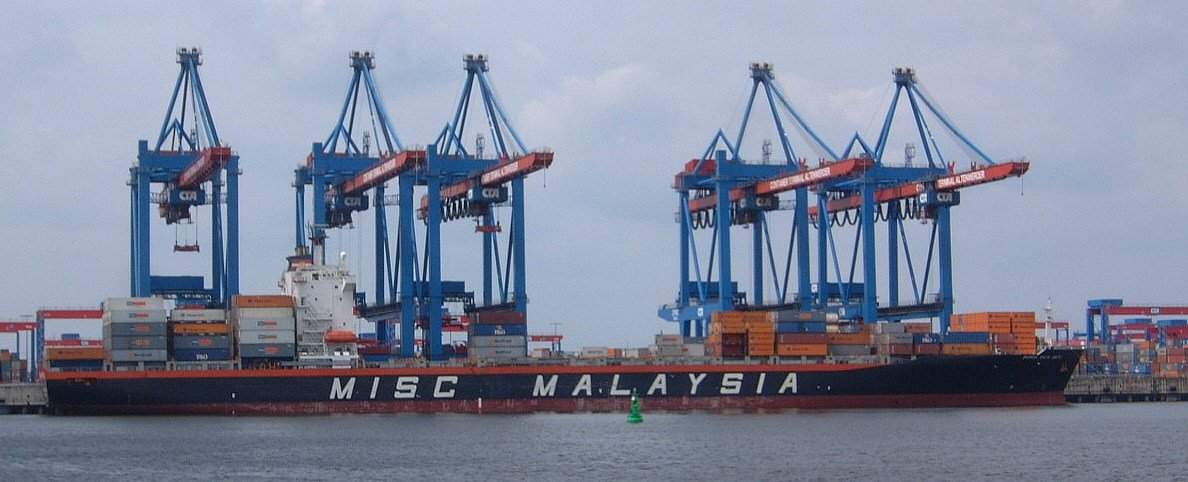
Grues portacontenidors de 45 metres al moll d'Altenwerder del port d'Hamburg, Alemanya

Una grua portacontenidors és una grua de grans dimensions destinada al trasllat de contenidors des del moll al vaixell i viceversa, utilitzant sistemes verticals de càrrega i descàrrega en les terminals dels ports i estacions ferroviàries, que consisteix en:
- Una estructura en forma de pòrtic amb quatre columnes i dues bigues (amb voladís) a la part superior,
- Un sistema de rails, en les bigues,
- Una grua implantada en un carret que llisca pels rails.

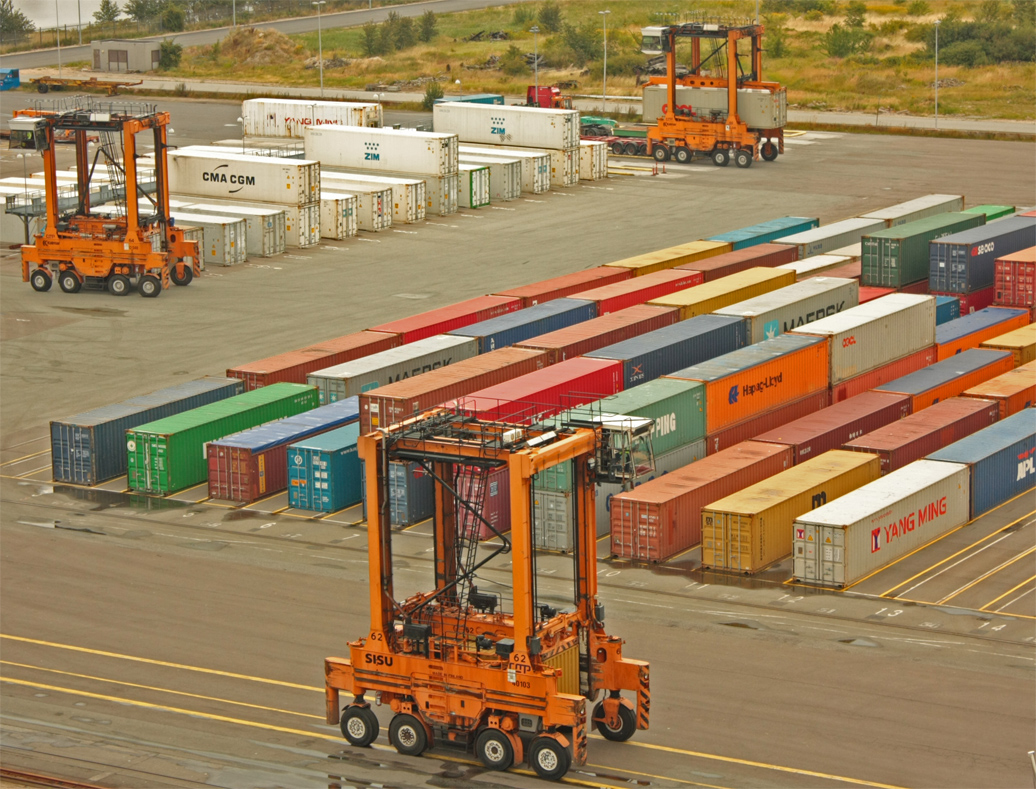
Carretó pòrtic per a contenidors.

La grua realitza el trasllat dels contenidors entre el moll i el vaixell portacontenidors i permet una càrrega o descàrrega ràpida i eficient. L'operari que maneja la grua se senti en una cabina suspesa de la part superior de la porta, quan el pòrtic està a l'altura del vaixell, maniobra perquè la grua amb el spreader es desplaci i baixi fins al contenidor que es vol carregar o descarregar, acciona els twistlocks per bloquejar, hissa el contenidor i el diposita al moll.
Quan ja són a terra, els contenidors es col·loquen sobre un altre mitjà de transport (generalment un camió portacontenidors) o bé s'apilen. Per al transport dins de la terminal s'utilitzen carretons pòrtic, forques carregadores sobre sistemes automàtics de transport. Per a carregar un camió es pot utilitzar un sidelifter.